# Фрунтишени (Васлуј)
Фрунтишени (рум. Fruntișeni) насеље је у Румунији у округу Васлуј у општини Фрунтишени. Oпштина се налази на надморској висини од 136 m.

## Становништво
Према подацима из 2002. године у насељу је живело 1013 становника, од којих су сви румунске националности.